# De amor y de sombra (película)
De amor y de sombra (Of Love and Shadows) es una película dramática coproducción de Estados Unidos, Chile y Argentina filmada en colores dirigida por Betty Kaplan sobre su propio guion escrito en colaboración con Donald Freed y Hugo Quintana según la novela homónima de la escritora chilena Isabel Allende que se estrenó el 2 de febrero de 1995 en Argentina  y que tuvo como actores principales a Antonio Banderas,  Jennifer Connelly, Stefania Sandrelli y Patricio Contreras. Tuvo el título alternativo de De amor y de sombras.

## Sinopsis
Una pareja de amantes deberá sobrevivir a la violencia en el Chile de los años ochenta. Irene Beltrán (Connelly), una joven y ambiciosa reportera, pasa todos su días entregada plenamente a su revista, intentando olvidar la oscura realidad de lo que ocurre en su Chile natal. Durante un reportaje en el que trabaja con un apasionado fotógrafo (Banderas), ambos son testigos de un espantoso crimen.

## Reparto
- Antonio Banderas como Francisco Leal.
- Jennifer Connelly como Irene Beltrán.
- Ángela Ragno como Hilda Leal.
- Jacques Arndt como el general.
- María Fiorentino como Digna Ranquileo, la madre de Evangelina.
- Stefania Sandrelli como Beatriz.
- Patricio Contreras como Mario.
- Mercedes Morán como María Elena.
- Jorge Rivera López como el profesor Leal.
- Teresa Costantini como periodista de TV.
- Márgara Alonso
- Mary Tapia
- Néstor Zacco
- Marcelo Fiori como Don Quijote.
- Julio Galán como Pradelio Ranquileo.
- Diego Wallraff como José.
- Susana Cortínez como Rosa.
- Anita Lesa como Evangelina.
- Alejandro Toccalino como guardia.
- Daniel Alvarado como guerrillero.
- Carmen Renard como la viuda rica.
- César Parlani como el reverendo.
- Jean Pierre Reguerraz como el cardenal.
- Claudio Ciacci como el comandante Ramírez.
- Alfredo Martín como cirujano.
- María Bordesio como extra.
- Paulino Andrada
- Martín Coria
- Miguel Ángel Paludi.
- Diego Leske
- Pedro Segni
- Ruth Antonofsky
- Juana Aizemberg
- Jorge Ochoa
- Mirú Carrera
- Claudio Armesto

## Nominaciones
Asociación de Cronistas Cinematográficos de la Argentina Premios Cóndor de Plata 1996
- Patricio Contreras, nominado a Mejor Actor de Reparto.
- Nelly Kaplan, nominada al Premio al Mejor Guion Adaptado.

Festival de Cine de La Habana 1994
- Betty Kaplan, segundo lugar en el Premio de la Audiencia.

Premios NCLR Bravo 1996
- Antonio Banderas, nominado al Premio al Mejor Actor.